# Ziviler Stab (Osttimor)
In Osttimor dient der Zivile Stab (portugiesisch Casa Civil, tetum Kaza Sivíl) des Staatspräsidenten zur unmittelbaren Beratung und Unterstützung des Staatsoberhaupts in seinem Amt und versorgt es mit Informationen und Analysen. Der Stab überwacht dabei die Tätigkeiten der Regierung, der Staatsorgane und der staatlichen Einrichtungen in Hinblick auf die vom Präsidenten festgelegten Ziele. Außerdem veröffentlicht der Stab die Amtshandlungen des Präsidenten und überwacht die Durchführung der Verwaltungstätigkeit des Präsidenten. Zuletzt sorgt der Stab für die notwendige Unterstützung der Arbeit des Staatsrates und des Rats für Verteidigung und Sicherheit.

## Aufgaben
Der Zivile Stab besteht aus den ständige Unterstützungsdiensten des Präsidenten, den politische Unterstützungsdiensten, der Generaldirektion für Verwaltung und dem Inspektions-, Aufsichts- und Rechnungsprüfungsamt. Leiter ist der Zivile Stabschef (portugiesisch Chefe de Casa Civil, tetum Xefe Kaza Sivíl). Dazu kommen seine Stellvertreter sowie Beamte und Angestellte der öffentlichen Verwaltung und Berater.

## Der Zivile Stabschef
Der Stabschef wird vom Präsidenten ernannt und entlassen und ist protokollarisch gleichrangig mit den Ministern der Regierung. Seine Stellvertreter werden vom Präsidenten auf Vorschlag des Stabschefs ernannt und entlassen. Auf Anordnung kann der Stabschef den Präsidenten vertreten. Beispielsweise vertrat Stabschef Francisco Maria de Vasconcelos Präsident Francisco Guterres bei Auslandsterminen, weil das Nationalparlament dem Staatsoberhaupt die nötige Zustimmung für Auslandsreisen verweigerte.
Der Stabschef leitet die Verwaltung der Organe und Dienststellen des Präsidenten und koordiniert die Finanzen. Er unterstützt den Präsidenten bei der Zusammenarbeit mit den anderen Hoheitsorganen und anderen öffentlichen oder privaten Diensten und stellt die Bearbeitung und Verkündung von Präsidialdekreten und anderen Rechts- und Verfassungsakten des Präsidenten sicher. Zusammen mit dem persönlichen Sekretär des Präsidenten koordiiniert der Stabschef die altägliche Arbeit des Staatsoberhaupts und den Terminkalender.
Auch ist der Stabschef für die Zuarbeit der verschiedenen Dienststellen bei der Vorbereitung von Briefings, Gesprächen, Berichten und Reden und die Koordinierung mit dem Militärstab zuständig.

## Liste der Zivilen Stabschefs
| Chef des Zivilen Stabes |                                |                       |                     |
| Bild                    | Name                           | Unter Staatspräsident | Amtszeit            |
|                         | Ágio Pereira                   | Xanana Gusmão         | 2002–2007           |
|                         | Gregório de Sousa              | José Ramos-Horta      | 2007–2012           |
|                         | Fidelis Leite Magalhães        | Taur Matan Ruak       | 2012–2015           |
|                         | Rui Augusto Gomes              | Taur Matan Ruak       | 2015–2017           |
|                         | Ana Pessoa Pinto               | Francisco Guterres    | 2017 (interim)      |
|                         | Francisco Maria de Vasconcelos | Francisco Guterres    | 24. Mai 2017 – 2022 |
|                         | Bendito Freitas                | José Ramos-Horta      | 2022–2023           |
|                         | Jesuína Maria Ferreira Gomes   | José Ramos-Horta      | seit 2023           |